# Velika loža Ivanovskog reda Ugarske
Velika loža Ivanovskog reda Ugarske (mađa. Magyarországi Jánosrendi Nagypáholy) je bila slobodnozidarska velika loža koja je djelovala od 1870. do 1886. godine na teritoriju Zemalja Krune sv. Stjepana. Prethodnica je Velike simboličke lože Ugarske.
Pod zaštitom ove velike lože osnovana je i prva hrvatska masonska loža na područji Trojedne Kraljevine, i to u Sisku Loža "Ljubav bližnjega" 1872. godine.

## Povijest
Godine 1795. godine carskim dekretom car Franjo II. zabranjeno je slobodno zidarstvo u čitavoj Habsburškoj Monarhiji, a time i u Ugarskoj, pa su tako prestale s radom masonske lože. Nakon Austro-ugarske nagodbe 1867. godine Ugarska je postala zasebna kraljevina unutar Austro-Ugarske što je omogućilo slobodnom zidarstvu da se formalno ponovno uspostavi. 
Pod zaštitom Velike lože "Sunce" iz Bayreutha, Kraljevina Bavarska, do 1870. godine u Ugarskoj osnovano je sedam masonskih loža, i to Loža "Zajedništvo u državi" u Pešti (1868.), Loža "Tri bijela ljiljana" u Temišvaru (1869.), Loža "Bratsko sjedište" u Šopronu (1869.), Loža "Domoljublje" u Baji (1869.), Loža "Sveti Stjepan" u Pešti (1870.), Loža "Széchenyi" u Aradu i Loža "Istina" u Bratislavi. Ovih sedam loža je 30. siječnja 1870. osnovalo Veliku ložu Ivanovskog reda Ugarske. Iste godine osnovane su i Loža "Arpad" u Segedinu i Loža "Starovjerni" u Pešti.
Godine 1871. osnovano je čak osam loža. U Pešti su osnovane Loža "Napredak" i Loža "Galilei", u Sisku je osnovana Loža "Ljubav bližnjega", u austrijskom Novom Selu Loža "Humanitas", u Bukureštu Loža "Bratstvo", u Oravici Loža "Sretno s 3 ključa", kao i kod Arada dvije lože, Loža "Petőfi" (Aradul Nou) i Loža "Konkordija" (Lipova).
Od 1872. do 1874. godine osnovano je još sedam loža. U Bratislavi su osnovane tri lože,  Loža "Do tajnovitosti" (1873.), Loža "Budućnost" (1874.) i Loža "Sokrat" (1877.), a u Juri dvije, Loža "Károly Kisfaludy" (1872.) i Loža "Sándor Kisfaludy" (1873.). U Budimpešti je osnovana Loža "Ferenc Kazinczy" (1873.) a u rumunjskoj Ričici Loža "Svjetlo i istina" (1873.).
U razdoblju od 1875. do 1878. godine osnovano je osam loža dok ih je devet prestalo s radom. U Bratislavi su osnovane tri lože, Loža "Sloga" (1875.), Loža "Prijateljstvo" (1876.) i Loža "Kolumbo do oceana" (1877.). U Brașovu je osnovana Loža "Tri kolone" (1877.), u Oradei Loža "Kralj Ladislav" (1876.) te u Sighetu Marmației Loža "Tisa" (1877.). U Pápi je osnovana Loža "Ferenc Kölcsey" (1875.), a u Banskoj Bystrici Loža "Gorje" (1878.). Lože koje su prestale s radom tijkom ovog razdoblja su: Loža "Zajedništvo u državi" (1875.), Loža "Domoljublje" (1878.), Loža "Széchenyi" (1875.), Loža "Istina" (1877.), Loža "Károly Kisfaludy" (1876.), Loža "Sándor Kisfaludy" (1875.), Loža "Ferenc Kazinczy" (1877.), Loža "Svjetlo i istina" (1877.).
Nakon 1880. godine osnovano je još pet loža. U Lučenecu je formirana Loža "Feniks" (1880.), u Sibiu Loža "Harmonija" (1880.), u Spišskoj Novoj Vesi Loža "Tatre" (1880.), u Novom Selu Loža "Konkordija" (1883.) te u Ludovitovoj Loža "Ljudska ljubav" (1885.). Godine 1879. ugašene su Loža "Bratstvo" te Loža "Konkordija" u Lipovi, dok je Loža "Petőfi" ugašena 1881.
Četiri bratislavske lože ( "Budućnost", "Sokrat", "Prijateljstvo" i "Kolumbo do oceana") kao i dvije lože u Novom Selu ("Humanitas" i "Konkordija") bile su graničarske lože bečkih masona jer je u Cislajtaniji i poslije 1867. važila zabrana rada slobodnih zidara iz 1795.
Velika loža Ivanovskog reda Ugarske i Veliki orijent Ugarske su se ujedinili 21. ožujka 1886. godine formirajući novu Veliku simboličku ložu Ugarske koja se tada sastojala od 26 loža koje su imale ukupno 1800 članova.

## Ustroj
Sjedište Velike lože Ivanovskog reda Ugarske  bilo je u Budimpešti. 
Veliki majstor Velike lože bio je Ferenc Pulszky od osnivanja 1869. godine pa sve do gašenja 1886. godine. Pulszky je kasnije bio i prvi veliki majstor Velike simboličke lože Ugarske, od 1886. do 1888. godine.

### Lože
Velika loža je u 1886. godini, prije ujedinjenja u Veliku simboličku ložu Ugarske, imala 26 masonskih loža od ukupno 37 koliko ih je bilo osnovano. Ove lože su:
- Loža "Tri bijela ljiljana" (Három fehér liliom páholy) br. 2, Temišvar
- Loža "Bratsko sjedište" (Testvérülés páholy) br. 3, Šopron
- Loža "Sveti Stjepan" (Szent István páholy) br. 5, Budimpešta
- Loža "Arpad" (Árpád páholy) br. 8, Segedin
- Loža "Starovjerni" (Régi hívek páholy) br. 9, Budimpešta
- Loža "Humanitas" (Loge Humanitas) br. 12, Novo Selo
- Loža "Napredak" (Haladás páholy) br. 14, Budimpešta
- Loža "Ljubav bližnjega" (Loge Nächstenliebe) br. 16, Sisak
- Loža "Galilei" (Galilei páholy) br. 17, Budimpešta – nosila je naziv po Galileu Galilei, talijanskom matematičaru i fizičaru.
- Loža "Do tajnovitosti" (Loge Zur Verschwiegenheit) br. 19, Bratislava
- Loža "Budućnost" (Loge Zukunft) br. 23, Bratislava
- Loža "Sokrat" (Loge Sokrates) br. 24, Bratislava – nosila je naziv po Sokratu, grčkom filozofu.
- Loža "Ferenc Kölcsey" (Kölcsey Ferencz páholy) br. 25, Pápa – nosila je naziv po Ferencu Kölcseyu, pjesniku.
- Loža "Sloga" (Loge Eintracht) br. 26, Bratislava
- Loža "Kralj Ladislav" (László király páholy) br. 27, Oradea – nosila je naziv po kralju Ladislavu I. iz dinastije Arpadovića.
- Loža "Tisa" (Tisza páholy) br. 28, Sighetu Marmației – nosila je naziv po rijeci Tisa.
- Loža "Prijateljstvo" (Loge Freundschaft) br. 29, Bratislava
- Loža "Kolumbo do oceana" (Loge Columbus zum Weltmeer) br. 30, Bratislava – nosila je naziv po Kristoforu Kolumbu, istraživaču i trgovcu.
- Loža "Tri kolone" (Három oszlop páholy) br. 31, Brașov
- Loža "Gorje" (Felvidék páholy) br. 32, Banská Bystrica
- Loža "Feniks" (Phönix páholy) br. 33, Lučenec
- Loža "Harmonija" (Harmonia páholy) br. 34, Sibiu
- Loža "Tatre" (Tátra páholy) br. 35, Spišská Nová Ves – nosila je naziv po planinskom lancu Tatre.
- Loža "Konkordija" (Loge Concordia) br. 36, Novo Selo
- Loža "Ljudska ljubav" (Loge Menschenliebe) br. 37, Ludovitova

Do 1886. godine ugašene su sljedeće lože koje su bile pod zaštivom Velike lože:
- Loža "Zajedništvo u državi" (Egyesség a hazában páholy) br. 1, Budimpešta
- Loža "Domoljublje" (Honszeretet páholy) br. 4, Baja
- Loža "Széchenyi" (Széchenyi páholy) br. 6, Arad
- Loža "Istina" (Igazság páholy) br. 7, Bratislava
- Loža "Petőfi" (Petőfi páholy) br. 10, Aradul Nou – nosila je naziv po Sándoru Petőfiu, pjesniku i revolucionaru.
- Loža "Sretno s 3 ključa" (Loge Glück auf zu den 3 Schlüsseln) br. 11, Oravica
- Loža "Bratstvo" (Loge Brüderlichkeit) br. 13, Bukurešt
- Loža "Konkordija" (Concordia páholy) br. 15, Lipova
- Loža "Károly Kisfaludy" (Kisfaludi Károly páholy) br. 18, Jura – nosila je naziv po Károlyu Kisfaludyju, književniku.
- Loža "Sándor Kisfaludy" (Kisfaludi Sándor páholy) br. 20, Jura – nosila je naziv po Sándoru Kisfaludyju, pjesniku.
- Loža "Ferenc Kazinczy" (Kazinczy Ferencz páholy) br. 21, Budimpešta – nosila je naziv po Ferencu Kazinczyom, književniku.
- Loža "Svjetlo i istina" (Loge Licht und Wahrheit) br. 22, Ričica